# Приборжавское
Приборжа́вское (укр. Приборжа́вське, венг. Zárnya) — село в Должанской сельской общине Хустского района Закарпатской области Украины.
Население по переписи 2001 года составляло 3585 человек. Почтовый индекс — 90155. Телефонный код — 03144. Занимает площадь 37 км². Код КОАТУУ — 2121986801.

## Краткая справка
В Закарпатской области, Иршавском районе, в живописной долине реки Боржавы находится село Приборжавское. До 1960 года оно называлось Заднее (укр. За́днє). Существует несколько народных преданий о возникновении названия села.
1. Село находилось в Марамарошском комитате последним, а в народе называемое задним, что и привело к названию заднее.
2. В живописной долине реки Боржавы проживали 3 брата. Двое из них — в лесной поляне у воды, выше по течению, а третий — ниже по течению, под горой. Двое братьев идя к третьему говорили между собой идущие к заднему (последнего) брата. Хотя позже и усилились новые люди на берегу реки, но традиция называть одного из братьев Задним сохранилась. Доказательством этого является упоминание в письменных документах об село не Заднее, а Задний.
3. Село основал человек по фамилии Задняй, и от этого происходит название населенного пункта. В 1961 году село названо Приборжавское так как находится в Иршавской котловине, созданной реками Иршава и Боржава.

## Галерея

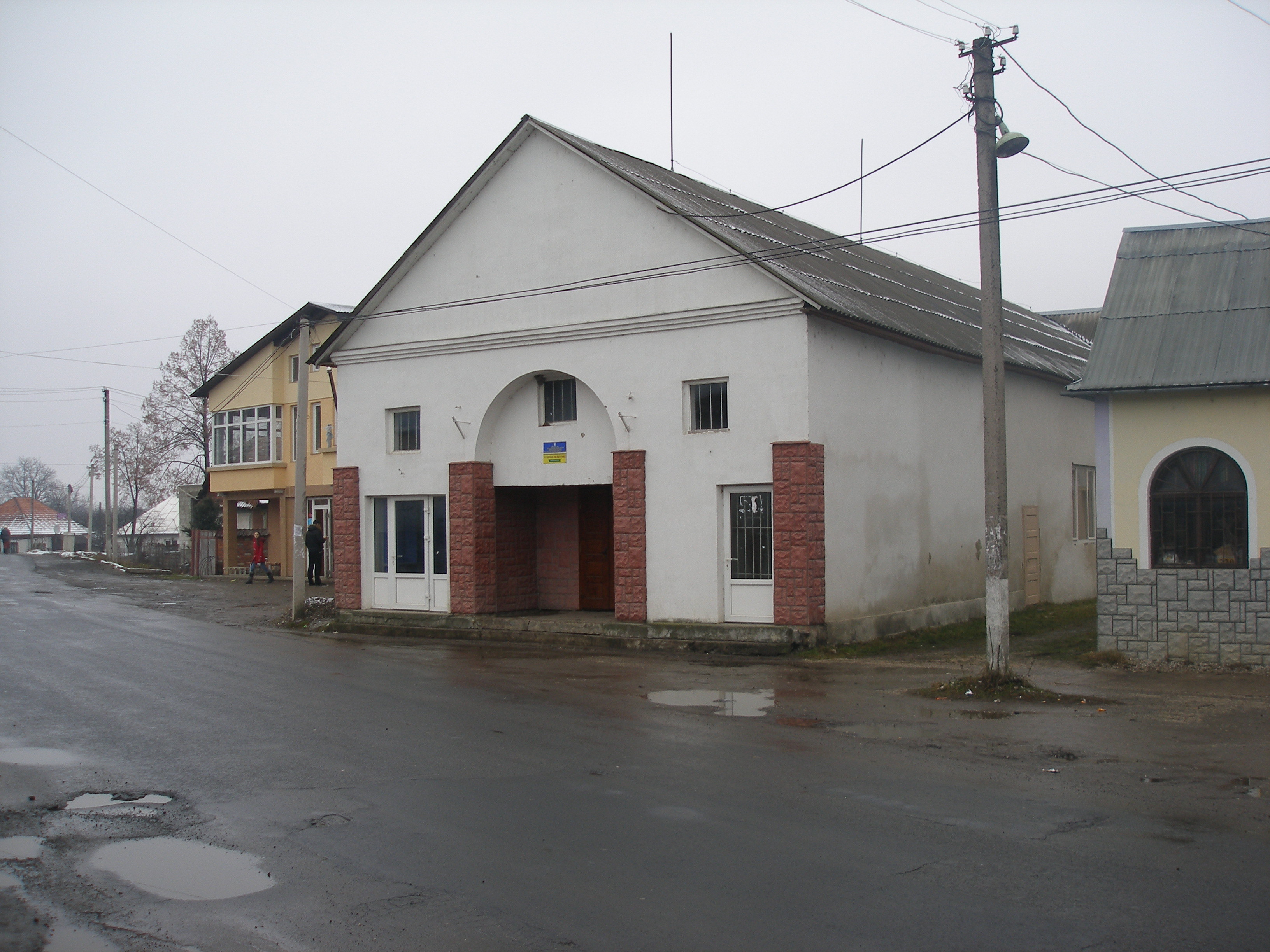
Бывшая синагога